# Afroheriades reicherti
Afroheriades reicherti är en biart som först beskrevs av Brauns 1929.  Afroheriades reicherti ingår i släktet Afroheriades och familjen buksamlarbin. Inga underarter finns listade i Catalogue of Life.